# Scotophaeus jacksoni
Scotophaeus jacksoni är en spindelart som beskrevs av Lucien Berland 1936. Scotophaeus jacksoni ingår i släktet Scotophaeus och familjen plattbuksspindlar. Inga underarter finns listade i Catalogue of Life.